# Attentato all'aereo presidenziale ruandese
L'attentato all'aereo presidenziale ruandese avvenne 6 aprile 1994 in Ruanda sopra l'aeroporto di Kigali, e vide l'aereo presidenziale ruandese venire abbattuto da un missile; l'attentato provocò la morte di tutte le persone presenti a bordo del velivolo, tra cui Juvénal Habyarimana, presidente del Ruanda, e Cyprien Ntaryamira, presidente del Burundi. 
Questo evento fu la prima fase di un colpo di Stato che scatenò il massacro dei sostenitori degli accordi di Arusha, il genocidio del Ruanda (uno degli eventi più sanguinosi del tardo XX secolo) e la ripresa della guerra civile.

## L'attentato
Il 6 aprile 1994, alla fine della giornata, il presidente ruandese Juvénal Habyarimana doveva tornare a Kigali a bordo del suo aereo privato, un Falcon 50, registrato 9XR-NN, offerto da Francia e gestito da un equipaggio francese. Tornò da un incontro regionale a Dar es Salaam, in Tanzania, dove accettò di istituire le istituzioni di transizione previste dagli Accordi di Arusha che posero fine alla guerra civile ruandese nel 1993. Questo incontro si svolge senza la partecipazione del partito estremista Coalizione per la Difesa della Repubblica e della Democrazia (CDR). Poco prima di decollare, propose al presidente burundese Cyprien Ntaryamira, anche lui hutu, il cui aereo è in manutenzione, di accompagnarlo e di prestargli il suo aereo per Bujumbura. Secondo l'audizione di François Léotard davanti ai deputati francesi, il presidente dello Zaire Mobutu Sese Seko avrebbe dovuto partecipare a questo incontro regionale, ma si sarebbe rifiutato di venire all'ultimo momento. Oltre ai Presidenti del Ruanda e del Burundi, l'aereo trasportava dignitari del regime ruandese, tra cui il Capo di Stato Maggiore delle Forze armate ruandesi, il generale Deogratias Nsabimana. Nella fase di atterraggio a Kigali, alle 20:27, due missili sono stati sparati sull'aereo dal campo militare di Kanombe o dalla collina di Masaka, secondo le versioni più comunemente accettate. L'aereo venne colpito e si schiantò vicino all'aeroporto, in parte nei giardini del palazzo presidenziale. Nessuno sopravvisse. Le foto hanno mostrato i corpi delle personalità che sono state vittime di questo attacco nella camera ardente improvvisata nel salotto del palazzo presidenziale, secondo le testimonianze della famiglia del presidente ruandese Juvénal Habyarimana.

## Responsabilità
Le responsabilità dell'attentato del 6 aprile 1994 non sono ancora ben stabilite. L'origine dei missili terra-aria che hanno distrutto l'aereo presidenziale rimane sconosciuta.
Diverse ipotesi sono state esaminate dai parlamenti belga e francese e dall'Organizzazione dell'Unità Africana. Nel suo ordine del 2006, il giudice Bruguière spazza tutte le ipotesi in poche pagine per mantenere solo quella della responsabilità del Fronte Patriottico Ruandese.
Le due ipotesi più plausibili hanno accusato un estremista hutu, preoccupato per l'evoluzione dei negoziati con il Fronte Patriottico Ruandese, e l'altro direttamente il FPR, avversario politico e militare del regime in vigore. In entrambi i casi sono stati talvolta menzionati aiuti stranieri.
Di fronte al Senato belga, la persona incaricata dalle Nazioni Unite di condurre questa indagine, Degni-Segui, dichiarò che non poteva ottenere, né dalla Francia, né dal FAR (esercito del governo provvisorio che guidava il genocidio), gli elementi necessario per questo lavoro. D'altra parte, l'ex capitano francese Paul Barril ha chiesto alla televisione francese di tenere la scatola nera dell'aereo, il cui costruttore Dassault ha rilasciato dichiarazioni contraddittorie. Secondo testimoni come il generale Roméo Dallaire e il rapporto della missione di informazione parlamentare sul Ruanda dei deputati francesi, i soldati francesi erano andati sul luogo dell'incidente subito dopo l'attacco, anche se ufficialmente solo la guardia presidenziale aveva accesso ad essa. La complessità legale e politica di questo caso che richiede la nomina di una commissione di inchiesta, l'ONU rifiuterà la "mancanza di budget".
Un'inchiesta doveva essere aperta in Francia dal giudice antiterrorismo Jean-Louis Bruguière, quattro anni dopo il fatto, in seguito alla denuncia presentata dalla famiglia del personale francese che pilotava l'aereo. Ha raccomandato accusa davanti al Tribunale penale internazionale per il Ruanda contro il presidente ruandese Paul Kagame di coinvolgimento nell'attacco contro il suo predecessore Juvénal Habyarimana e richiesto anche nove mandati di arresto internazionali contro persone vicine a Kagame. Nel 2007, il giudice Bruguière si ritirò e il suo successore, il giudice Marc Trévidic, riprese le indagini a zero in seguito all'accusa di Rose Kabuye, uno degli imputati di Justice Bruguière.
Abdul Ruzibiza principale testimone alle indagini Bruguière, la cui testimonianza è stato rivelato dal quotidiano Le Monde nel marzo 2004, aveva ripreso la polemica tra la Francia e il Ruanda nell'ottobre 2005 con la pubblicazione di un libro, Ruanda - La storia segreta, in cui ha affermato di assistere a questo attacco come ufficiale dell'RPF. La sua testimonianza è stata una delle principali fonti della tesi che accusava l'RPF di essere l'autore dell'attacco. Da allora ha ritirato diversi punti e ha riconosciuto in particolare che avrebbe inventato di aver fatto parte di un "commando di rete", essendo stato sul luogo dell'attacco e visto i tiratori. Il 15 giugno 2010 è stato ascoltato ad Oslo dai giudici Trévidic e Poux. Si torna al suo ritiro preliminare e mantiene tutte le sue accuse originali contro i membri del DMI (Direzione dei servizi segreti militari), il servizio di intelligence RPA, che danno i dettagli dei missili utilizzato, il nome dei tiratori, identificazione del piano presidenziale, posizione dell'attacco e veicolo utilizzato. Indica che non era presente sulla scena, ma ha attribuito il ruolo di uno dei partecipanti a proteggerlo. Alla fine spiega la sua ritrattazione per motivi legati alla sua sicurezza personale e quella di alcuni testimoni. Morì in Norvegia nel settembre 2010. La sua morte è stata riferita al cancro al fegato.
Fino al gennaio 2010, il punto di accordo tra queste due versioni era che i missili venivano sparati dalla collina di Masaka, situata a est di Kigali. Gli abitanti di questa collina furono massacrati in gran numero dalla guardia presidenziale ruandese, nelle ore successive all'attacco. Ma secondo le testimonianze le riprese sarebbero avvenute dalla zona tra Masaka e l'aeroporto sull'aereo, o dal campo militare di Kanombe. Nel gennaio 2010, il rapporto ruandese, poi, il 10 gennaio 2012, le conclusioni degli esperti nominati dalla giustizia antiterrorista francese hanno messo in dubbio il sito di Masaka e hanno favorito il campo di Kanombe, situato a tre chilometri a ovest. Questa nuova versione è accettata dagli avvocati di entrambe le parti. Tuttavia, i giornalisti molto impegnati nella tesi del giudice Bruguière e il più radicale "potere hutu" continuano a nutrire dubbi su questa domanda [non neutrale]. Dal 12 gennaio è stata anche adottata l'unanimità sui missili utilizzati, il portatile SA-16 di origine sovietica.

## Nazionalità di passeggeri ed equipaggio
Le dodici persone a bordo del Falcon furono erano:
- Juvénal Habyarimana, Presidente del Ruanda
- Cyprien Ntaryamira, Presidente del Burundi
- Bernard Ciza, ministro burundese dei lavori pubblici
- Cyriaque Simbizi, ministro della comunicazione burundese
- Maggiore generale Dégratias Nsabimana, capo di stato maggiore dell'esercito ruandese
- Major Thaddée Bagaragaza, responsabile della "maison militaire" del presidente ruandese
- Colonnello Elie Sagatwa, membro della segreteria speciale del presidente ruandese, capo del gabinetto militare del presidente ruandese
- Juvénal Renaho, consigliere per gli affari esteri del presidente ruandese
- Dott. Emmanuel Akingeneye, medico personale del presidente ruandese

Equipaggio aereo francese:
- Jacky Héraud (pilota)
- Jean-Pierre Minaberry (copilota)
- Jean-Michel Perrine (ingegnere di volo)

| Nazionalità | Passeggeri | Equipaggio | Totale |
| ----------- | ---------- | ---------- | ------ |
| Burundi     | 3          | 0          | 3      |
| Francia     | 0          | 3          | 3      |
| Ruanda      | 6          | 0          | 6      |
| Totale      | 9          | 3          | 12     |